# Charrette (expression)
Pour les articles homonymes, voir Charrette (homonymie).

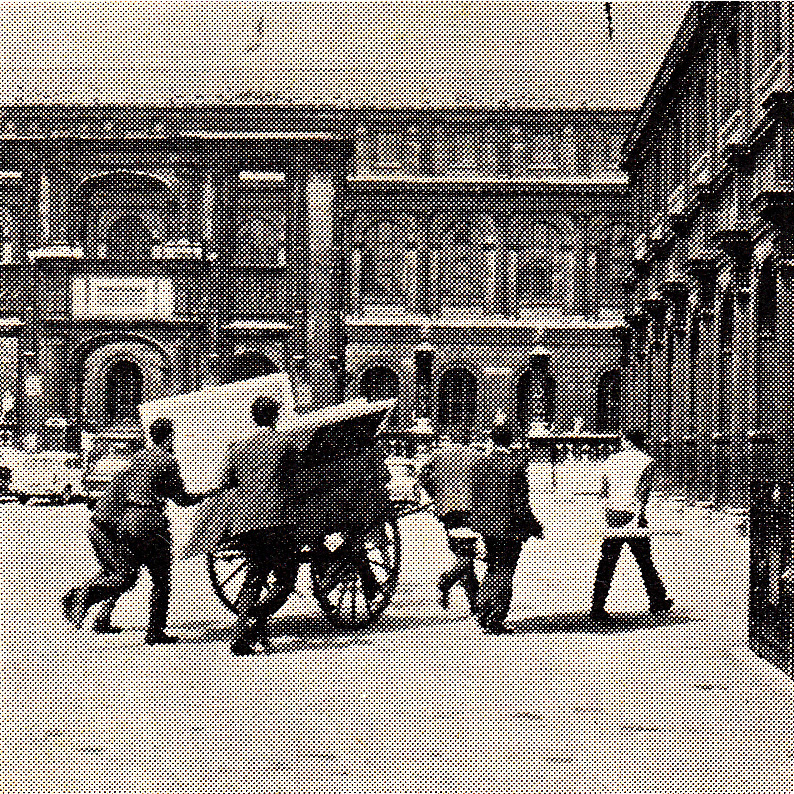
Arrivée d'une charrette tirée par les élèves architectes dans la cour des Beaux-Arts, Gazette de St-Germain-des-Prés, septembre 1965

Le mot charrette et l'expression être charrette sont aujourd'hui entrés dans la conversation courante. Ils viennent du vocabulaire utilisé par les élèves architectes de l'École nationale supérieure des beaux-arts de Paris.

## Origine
Cette expression est apparue après 1830, date de l'installation de l'École des beaux-arts au 14 de la rue Bonaparte à Paris.
Jusqu'en 1968, il existe deux catégories d'ateliers pour l'enseignement de l'architecture : les ateliers dits officiels (ou intérieurs) et les ateliers dits libres (ou extérieurs). La pédagogie y est la même et est rythmée par les rendus de projets et les divers concours (admission, émulation, Rougevin, Godeboeuf, Rome, etc.). Les jurys des rendus se déroulent la plupart du temps le vendredi en salle Melpomène. Afin de pouvoir être jugés et notés, les rendus sont enregistrés à leur arrivée sur place avant midi, dernier délai, par le surveillant chef.
Les ateliers extérieurs étant souvent éloignés de l'École, et les projets se rendant sur de très grands formats difficilement transportables à dos d'étudiant, les élèves allaient chez un bougnat du coin réserver et louer la charrette avec laquelle il effectuait habituellement ses livraisons de sacs à charbon. Avant le départ de la charrette, il règne dans les ateliers une ambiance survoltée où tout le monde « est charrette » ou « fait charrette », et s'invective à grand coup de « charrette au cul ! ». Puis un peu avant midi, les rendus (ou panets) sont descendus sur la charrette, tirée par les nouveaux élèves de l'atelier (ou nouvôs), direction la salle Melpomène de l'École des beaux-arts où ils seront exposés et jugés.
Durant l'entre-deux-guerres, il y eut de temps en temps des courses de charrettes, organisées entre les ateliers d'architecture et qui portaient le nom de course du Charett Club.
Cette tradition des charrettes traversant le quartier latin les jours de rendu perdura jusqu'en 1968, lorsqu'intervint la réforme du fonctionnement de l'École des beaux-arts qui scinda l'unité des disciplines des beaux-arts : architecture, peinture et sculpture.

## Signification
Une « charrette » est une tâche devant être accomplie dans un temps mesuré.
Donc « être charrette » veut d'abord dire que le temps restant avant le rendu est compté. Par extension, cela signifie que le projet auquel on est attelé doit être terminé dans un délai forcément trop court.
Cette expression a été adoptée dans les pays anglophones.
Dans certaines régions du Valais, on trouve une expression proche mais au sens et à l'origine différents, « être une charrette », pour désigner quelqu’un qui fait des bêtises.
Dans le monde festif, une charrette représente la situation durant laquelle un individu se retrouve avec un verre dans chaque main (celles-ci étant décollées).